# Gynura
Гинура (Gynura) — рід рослин з родини айстрових або складноцвітих (Asteraceae), що включає 47 видів. Ареал від тропічної Африки до південної Азії, захоплюючи південь Китаю, Японії, Нової Гвінеї і північ Австралії. Деякі види вирощують як декоративні або харчові рослини.
Слово «гинура» — грецького походження і означає «жінка з хвостом», дане рослині за характерні довгі батоги-пагони.
Багаторічні трави або напівчагарники з прямостоячими, простертими або чіпкими пагонами. Коріння волокнисті або бульбоподібні. Стебла м'ясисті до субсуккулентних, злегка дерев'яніючі з віком, різного ступеня опушені або голі. Листя прості, чергові, стеблові або зібрані в прикореневу розетку, сидячі або на черешках, тонкі або м'ясисті. Опушення на листках також варіює, іноді відсутнє. Листки іноді фіолетового відтінку знизу, довгасто-ланцетні, подовжені, від яйцеподібних до дельтоподібних. Край листка від дрібно- до крупнозубчатого, або ліроподібно посічений. Основа листа клиноподібна, обрізана або тупо закруглена, рідко нерівна.
Суцвіття поодинокі або зібрані в кінцеві або пазушні щиткоподібні волоті. Кошики від дископодібних до вузько дзвонових, на ніжках. Обгортка однорядна з 8-18 трав'янистих лусок, від майже голих до опушених. Квітколоже плоске, лускате. Квітки численні, двостатеві, жовті, помаранчеві, іноді червоні або фіолетові. Сім'янки довгасті до циліндричних, зазвичай коричневого кольору, ребристі. Чубчик з численних дрібнобородчатих щетинок, білого або сірого кольору. У природі цвітуть майже весь рік, особливо рясно з грудня по травень.

## Види[1]
- Gynura abbreviata F.G.Davies
- Gynura albicaulis W.W.Sm.
- Gynura amplexicaulis Oliv. & Hiern
- Gynura aurantiaca (Blume) Sch.Bip. ex DC.
- Gynura barbareifolia Gagnep.
- Gynura batorensis F.G.Davies
- Gynura bicolor (Roxb. ex Willd.) DC.
- Gynura brassii F.G.Davies
- Gynura calciphila Kerr
- Gynura campanulata C.Jeffrey
- Gynura carnosula Zoll. & Mor.
- Gynura cernua (Cass.) Benth.
- Gynura colaniae Merr.
- Gynura colorata F.G.Davies
- Gynura cusimbua (D.Don) S.Moore
- Gynura divaricata (L.) DC.
- Gynura drymophila (F.Muell.) F.G.Davies
- Gynura elberti J.Kost.
- Gynura elliptica Y.Yabe & Hayata ex Hayata
- Gynura emeiensis Z.Y.Zhu
- Gynura formosana Kitam.
- Gynura fulva F.G.Davies
- Gynura grandifolia F.G.Davies
- Gynura haematophylla DC.
- Gynura hispida Thwaites
- Gynura hmopaengensis H.Koyama
- Gynura japonica (Thunb.) Juel
- Gynura lycopersicifolia DC.
- Gynura malaccensis Belcher
- Gynura mauritiana
- Gynura micheliana J.-G.Adam
- Gynura nepalensis DC.
- Gynura nitida DC.
- Gynura panershenia Z.Y.Zhu
- Gynura procumbens (Lour.) Merr.
- Gynura proschii Briq.
- Gynura pseudochina (L.) DC.
- Gynura rubiginosa Elmer
- Gynura sarmentosa "Aureo-variegata", "Pink Ice"
- Gynura scandens O.Hoffm.
- Gynura sechellensis (Baker) Hemsl.
- Gynura steenisii F.G.Davies
- Gynura sundaiaca F.G.Davies
- Gynura taiwanensis S.S.Ying
- Gynura travancorica W.W.Sm.
- Gynura valeriana Oliv.
- Gynura vidaliana Elmer
- Gynura zeylanica Trim.